# Eddie Shore Award
L'Eddie Shore Award è un premio annuale della American Hockey League che viene assegnato al miglior difensore selezionato dai giocatori e dai giornalisti. Il trofeo è intitolato a Eddie Shore, membro della Hockey Hall of Fame.

## Vincitori
| Stagione  | Giocatore           | Squadra                |
| --------- | ------------------- | ---------------------- |
| 1958-59   | Steve Kraftcheck    | Rochester Americans    |
| 1959-60   | Larry Hillman       | Providence Reds        |
| 1960-61   | Bob McCord          | Springfield Indians    |
| 1961-62   | Kent Douglas        | Springfield Indians    |
| 1962-63   | Marc Reaume         | Hershey Bears          |
| 1963-64   | Ted Harris          | Cleveland Barons       |
| 1964-65   | Al Arbour           | Rochester Americans    |
| 1965-66   | Jim Morrison        | Quebec Aces            |
| 1966-67   | Bob McCord          | Pittsburgh Hornets     |
| 1967-68   | Bill Needham        | Cleveland Barons       |
| 1968-69   | Bob Blackburn       | Buffalo Bisons         |
| 1969-70   | Noel Price          | Springfield Kings      |
| 1970-71   | Marshall Johnston   | Cleveland Barons       |
| 1971-72   | Noel Price          | Springfield Kings      |
| 1971-72   | Noel Price          | Nova Scotia Voyageurs  |
| 1972-73   | Ray McKay           | Cincinnati Swords      |
| 1973-74   | Gord Smith          | Springfield Kings      |
| 1974-75   | Joe Zanussi         | Providence Reds        |
| 1975-76   | Noel Price          | Nova Scotia Voyageurs  |
| 1976-77   | Brian Engblom       | Nova Scotia Voyageurs  |
| 1977-78   | Terry Murray        | Maine Mariners         |
| 1978-79   | Terry Murray        | Maine Mariners         |
| 1979-80   | Rick Vasko          | Adirondack R. Wings    |
| 1980-81   | Craig Levie         | Nova Scotia Voyageurs  |
| 1981-82   | Dave Farrish        | New Brunswick Hawks    |
| 1982-83   | Greg Tebbutt        | Baltimore Skipjacks    |
| 1983-84   | Garry Lariviere     | St. Catharines Saints  |
| 1984-85   | Richie Dunn         | Binghamton Whalers     |
| 1985-86   | Jim Wiemer          | New Haven Nighthawks   |
| 1986-87   | Brad Shaw           | Binghamton Whalers     |
| 1987-88   | Dave Fenyves        | Hershey Bears          |
| 1988-89   | Dave Fenyves        | Hershey Bears          |
| 1989-90   | Eric Weinrich       | Utica Devils           |
| 1990-91   | Norm Maciver        | Cape Breton Oilers     |
| 1991-92   | Greg Hawgood        | Cape Breton Oilers     |
| 1992-93   | Bobby Dollas        | Adirondack R. Wings    |
| 1993-94   | Chris Snell         | St. John's Maple Leafs |
| 1994-95   | Jeff Serowik        | Providence Bruins      |
| 1995-96   | Barry Richter       | Binghamton Rangers     |
| 1996-97   | Darren Rumble       | Phila. Phantoms        |
| 1997-98   | Jamie Heward        | Phila. Phantoms        |
| 1998-99   | Ken Sutton          | Albany River Rats      |
| 1999-2000 | Brad Tiley          | Springfield Falcons    |
| 2000-01   | John Slaney         | WBS Penguins           |
| 2000-01   | John Slaney         | Phila. Phantoms        |
| 2001-02   | John Slaney         | Phila. Phantoms        |
| 2002-03   | Curtis Murphy       | Houston Aeros          |
| 2003-04   | Curtis Murphy       | Milwaukee Admirals     |
| 2004-05   | Niklas Kronwall     | G. Rapids Griffins     |
| 2005-06   | Andy Delmore        | Springfield Falcons    |
| 2006-07   | Sheldon Brookbank   | Milwaukee Admirals     |
| 2007-08   | Andrew Hutchinson   | Hartford Wolf Pack     |
| 2008-09   | Johnny Boychuk      | Providence Bruins      |
| 2009-10   | Danny Groulx        | Worcester Sharks       |
| 2010-11   | Marc-André Gragnani | Portland Pirates       |
| 2011-12   | Mark Barberio       | Norfolk Admirals       |
| 2012-13   | Justin Schultz      | Oklahoma C. Barons     |
| 2013-14   | T. J. Brennan       | Toronto Marlies        |
| 2014-15   | Chris Wideman       | Binghamton Sen.s       |
| 2015-16   | T. J. Brennan       | Toronto Marlies        |